# Ян Гертль
Ян Гертль (чеськ. Jan Hertl, 23 січня 1929 — 14 травня 1996) — чехословацький футболіст, що грав на позиції півзахисника, зокрема, за празькі клуби «Дукла» та «Спарта», а також національну збірну Чехословаччини.
Дворазовий чемпіон Чехословаччини. 

## Клубна кар'єра
У футболі дебютував 1950 року виступами за команду «Спарта» (Прага), за який відіграв 2 сезони. 
1952 року перейшов до складу команди «Дукла» (Прага), в якій провів чотири сезони. Став за цей час дворазовим чемпіоном Чехословаччини.
1957 року перейшов до клубу «Спарта» (Прага), за який відіграв сім сезонів. 
Завершив професійну кар'єру футболіста виступами за команду «Моторлет» (Прага) у 1964 році.

## Виступи за збірну
1952 року дебютував в офіційних матчах у складі національної збірної Чехословаччини. Протягом кар'єри у національній команді провів у її формі 23 матчі, забивши 1 гол
У складі збірної був учасником двох чемпіонатів світу:
1. 1954 року у Швейцарії, де зіграв проти Уругваю (0-2)[4] і Австрії (0-5)[5];
2. 1958 року у Швеції, де зіграв проти Північної Ірландії (0-1)[6].

Помер 14 травня 1996 року на 68-му році життя.

## Титули і досягнення
- Чемпіон Чехословаччини (2):

«Дукла» (Прага): 1953, 1956